# Clișcăuți, Edineț
Clișcăuți este un sat din cadrul comunei Hincăuți din raionul Edineț, Republica Moldova.

## Demografie

### Structura etnică
Structura etnică a satului conform recensământului populației din 2004:
| Grup etnic         | Populație | % Procentaj |
| ------------------ | --------- | ----------- |
| Ucraineni          | 192       | 94,12%      |
| Moldoveni / Români | 8         | 3,92%       |
| Ruși               | 3         | 1,47%       |
| Găgăuzi            | 1         | 0,49%       |
| Total              | 204       | 100%        |